# Calomicrus warchalowskii
Calomicrus warchalowskii es un coleóptero de la familia Chrysomelidae.
Fue descrita científicamente por primera vez en 2005 por Lopatin.